# Monedes de la península Ibèrica antiga

Expansió de la moneda a la Península Ibèrica entre el segle V aC i el segle I dC (llocs coneguts i probables)

La història de la moneda a la península Ibèrica antiga comença el segle v aC, si bé a la regió l'encunyament globalitzat i la circulació no van començar fins a finals del segle iii, durant la Segona Guerra Púnica. Les monedes cíviques, emeses per ciutats individuals per iniciativa pròpia, van seguir vigents durant els primers dos segles i mig de control romà, fins a mitjan segle I dC. Alguns emperadors romans van fer encunyar monedes no cíviques durant aquest període, i en van seguir encunyant fins al final de les monedes cíviques. Posteriorment, aquestes monedes imperials van ser les úniques que es van encunyar a la península fins l'arribada dels sueus i els visigots.
L'antiga Ibèria estava connectada amb el Mediterrani oriental i central, així que hi ha vincles amb les monedes cíviques gregues, romanes i púniques. Tanmateix, hi ha punts de diferència que reflecteixen les dinàmiques pròpies de la península.

## Passat colonial (segle VI aC - Segona Guerra Púnica, 218 aC)
A la costa oriental de la península hi havien circulat petits nombres de monedes encunyades en altres parts del Mediterrani del segle vi, amb un repunt el segle iv.
Aquestes monedes formaven part d'una economia colonial fronterera en què els poblats indígenes comerciaven vi, ceràmica i productes acabats principalment a canvi de matèria primera: metalls preciosos, fusta, menjar i potser esclaus. Els mercenaris ibèrics també podrien haver portat monedes provinents d'haver lluitar a l'estranger.
Al llarg del Mediterrani occidental apareixen noves tradicions monetàries al voltant del segle iv. Les ciutats no gregues de la península itàlica (incloent-hi Roma) van començar a encunyar el segle IV i a principis del segle iii. Cartago va encunyar des de mitjan segle iv, com amb la tradició grega, seguint les emissions anteriors de les colònies fenícies a Sicília. Al nord de la península Ibèrica, les colònies marselleses d'Empúries i Roses encunyaven monedes de plata entre des del segle v i des de la fi del IV, respectivament. Més al sud, les colònies fenícies d'Eivissa i Cadis encunyaven monedes de bronze des de la segona meitat del segle IV i principis del III respectivament. Addicionalment, el destacat poblat ibèric de Arse (Sagunt) encunyava monedes de bronze i plata des de mitjan del segle iv.
Dins de la societat ibèrica, la riquesa prenia formes diverses, sovint específica segons la regió. El descobriment de tresors amb monedes, joieria i lingots de metalls preciosos suggereix que les monedes era una de les diverses maneres de guardar, mostrar i intercanviar riquesa. Per exemple, un tresor de finals del segle V trobat al lloc ibèric de Puig de la Nau contenia cinc arracades, or i un braçalet i una moneda de plata d'Empúries. En diversos tresors semblants, part de la plata està tallada en parts més petites, fet que es pot relacionar amb les troballes de pesos i balances, i que suggereix que aquest metall circulava com a forma de protomoneda.

## Segona Guerra Púnica (218-205 aC)
Part de la Segona Guerra Púnica es va lluitar a la península Ibèrica, i tots els bàndols combatents feien servir monedes. Això va portar a un increment notable i generalitzat del nombre de llocs on s'encunyaven monedes i de la quantitat que n'hi havia en circulació.
Per finançar les campanyes, els cartaginesos encunyaven monedes d'or, electre, plata i bronze. Aquestes monedes es podrien haver encunyat a la 'capital' bàrcida de Carthago Nova o en campaments militars cartaginesos. A més d'aquestes monedes, i les de Cadis i Eivissa, les colònies fenícies de la costa meridional com Màlaga i Sexi també encunyaven monedes de bronze.
A la costa oriental, i particularment al nord-est, bona part de les ciutats encunyaven dracmes de plata. Algunes d'aquestes monedes imiten les dracmes d'Empúries i Marsella, mentre que altres tenen llegendes ibèriques. D'aquestes, poques es poden relacionar amb pobles o poblats, i la majoria es desconeixen o són il·legibles. En general, es considera que les monedes de plata eren del bàndol pro-Roma; ara bé, donada la situació fluïda de la guerra, especialment durant els primers anys, algunes d'aquestes emissions podrien haver estat encunyades per ajudar a la causa cartaginesa.

## República (dècada de 190-72 aC)
Després d'aquesta guerra, i la posterior annexió romana de bona part de la península, diverses ciutats indígenes i algunes colònies romanes van encunyar moneda cívica durant el segle ii i principis del segle i. El catàleg principal d'aquestes monedes és el Corpus nummum hispaniae ante Augusti aetatem (CNH) i més recentment el Diccionario de cecas y pueblos hispánicos. Els poblats indígenes d'Hispània Citerior encunyaven monedes amb escriptures ibèriques i llegendes celtibèriques o ibèriques. Aquestes monedes eren similars tipològicament, amb un retrat d'un heroi a l'anvers i un genet al revers. Les zones on s'encunyava i circulava es va estendre a mesura que el control romà s'ampliava a la península. Les llegendes i iconografia de la Hispània Ulterior eren més diverses, amb llegendes llatines comunes però també alguns textos ibèrics, mentre que el púnic se seguia utilitzant en antigues colònies fenícies a la costa meridional. Així, malgrat que les monedes d'aquesta etapa sovint es consideren monedes ibèriques, aquesta descripció no cobreix totes les monedes encunyades durant la República. Un nombre reduït de ciutats colonials romanes, incloent-hi València i Toledo, encunyaven en llatí, seguint de prop els exemples italians i romans. El nombre de ciutats que encunyaven va ser màxim durant l'últim terç del segle ii i principis del segle i, especialment a la Hispània Citerior després del final de la Guerra de Sertori.
L'objectiu d'aquesta moneda és incert. Podria estar relacionada a les demandes de tribus ad hoc per part dels romans, o a rendes de terres confiscades per Roma; tanmateix, les quantitats encunyades són insuficients per representar impostos habituals o pagues a legionaris. L'àmplia diferència de producció suggereix que les raons per les quals cada ciutat encunyava eren diverses. Algunes monedes semblen estar estretament relacionades amb activitats certes activitats extractives o productives, com la mineria al sud o la indústria de salaó a la costa del sud. Com que la decisió d'encunyar era presa per les comunitats locals, i molts elements de les llegendes i iconografia semblen importants a nivell local, podria haver-hi un fort element d'orgull local i identitat. Una volta en circulació, les monedes ibèriques van romandre predominantment a la regió on s'havien encunyat, malgrat que algunes sí que van viatjar més enllà. La producció de moltes monedes de bronze, l'elevat nombre de fraccions i el de monedes trobades en llocs molt diversos, des de grans ciutats a granges petites, suggereix que tenien un ús quotidià divers.

## Finals de la República i dinastia Júlio-Clàudia (72 aC-41 dC)
Des de mitjan del segle i aC, el nombre de ciutats que encunyaven monedes va decréixer i les llegendes llatines es van estandarditzar per tota la península. Qui emetia eren les ciutats més importants que havien rebut una condició jurídica privilegiada de generals romans vencedors a les guerres civils, i llavors dels emperadors August i Tiberi de la dinastia Júlio-Clàudia. Moltes de les monedes emeses proclamen el nou estatus de les ciutats que emetien com a colònia o municipi romà, i feien servir iconografia cívica individual similar a la d'altres províncies romanes. Aquestes emissions acostumen a rebre el nom de moneda provincial romana, i el seu catàleg principal és el volum I de Roman Provincial Coinage (RPC).
Diverses cases de monedes a l'est d'Ibèria van intentar mantenir les monedes amb genet i llegendes en ibèric i llatí, però no va ser popular. El màxim d'aquestes emissions provincials fou sota august i Tiberi, i les últimes monedes 'locals' es van emetre sota l'emperador Calígula, a la meitat del segle I dC.
El final de la moneda local va ocórrer a totes les províncies romanes occidentals. Des de llavors, les úniques emissions a la Hispània romana eren de cases de monedes imperials controlades per l'emperador i emprades per finalitats com pagar legionaris.
Hi ha dues raons principals per les emissions provincials. D'una banda, les noves colònies i municipis volien anunciar el seu estatus i favor imperial; de l'altra, aquestes noves formes constitucionals comportaven despeses d'estat, i les emissions podrien haver estat destinades a pagar-les. Una volta aquestes monedes eren en circulació, és probable que es fessin servir en l'àmplia varietat de rols que les monedes tenien a la vida econòmica romana.